# De Wieger
De Wieger ou Huize Wiegersma est une ancienne maison de médecin et d'artiste du village de Deurne, dans le Brabant-Septentrional, aux Pays-Bas, qui est le musée municipal depuis les années 1970.